# Ле-Малезербуа
Ле-Малезербуа (фр. Le Malesherbois) — муніципалітет у Франції, у регіоні Центр — Долина Луари, департамент Луаре. Ле-Малезербуа утворено 1 січня 2016 року шляхом злиття муніципалітетів Кудре, Лабросс, Менвільє, Малезерб, Маншкур, Нанжевіль i Орво-Бельсов. Адміністративним центром муніципалітету є Малезерб. Населення — 8005 осіб (01.01.2021).